# Hospital Banco de Seguros del Estado
El  Hospital del Banco de Seguros del Estado es un sanatorio público y especializado de Uruguay, dependiente de la aseguradora estatal del país. El mismo se encuentra ubicado sobre la Avenida José Pedro Varela 3420, en el barrio Bolívar, Montevideo.

## Historia

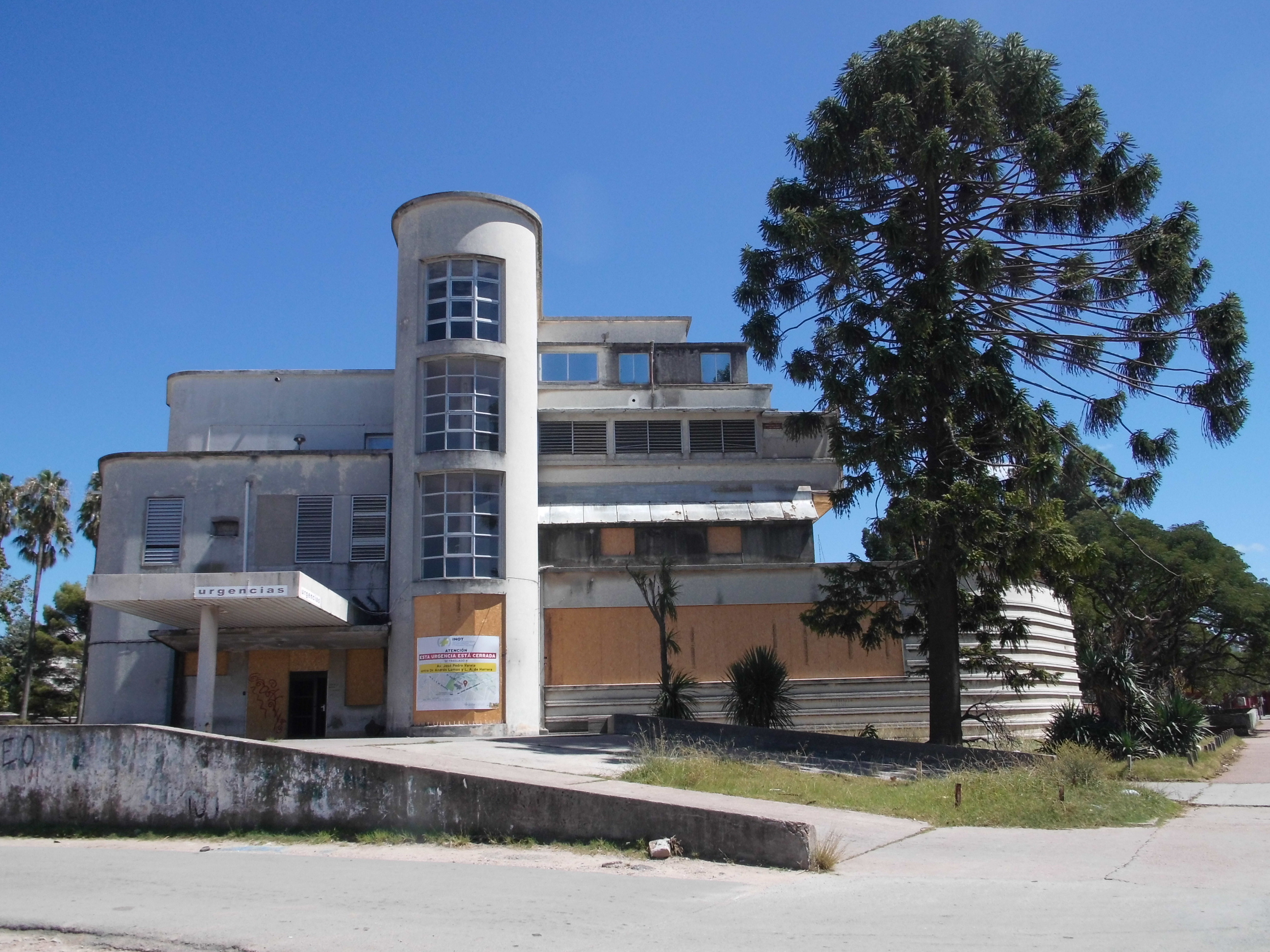
Antiguo centro asistencial del Instituto de Traumatología, construido por el Banco de Seguros del Estado.

La creación de los servicios hospitalarios del Banco de Seguros del Estado (BSE) se remonta hacia los orígenes de la institución en 1912. Primitivamente los siniestros laborales eran asistidos mediante convenio con el Ministerio de Salud Pública y en las instalaciones del Hospital Pasteur. En 1936 comienza a construirse en el Parque Batlle donde se albergarían las dependencias sanatoriales de la institución. Tras finalizarse su construcción el ente toma la deshacerse  de la edificación por lo cual es adquirida por el Ministerio de Salud Pública, quien instala el Instituto de Ortopedia y Traumatología. 

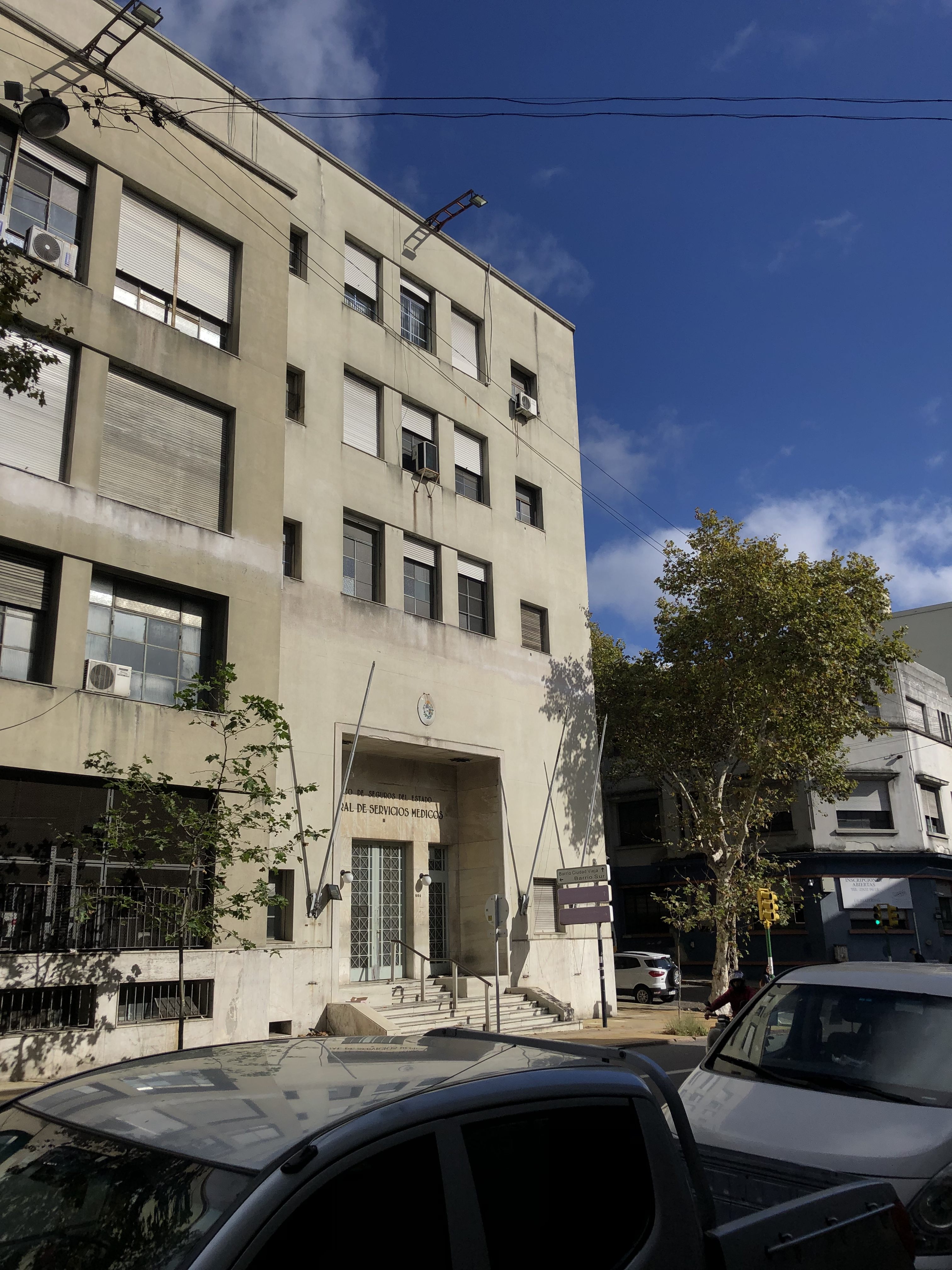
Central de Servicios Médicos, antiguo edificio de la institución hospitalaria.

No fue hasta los años cincuenta cuando finalmente es creada la Central de Servicios Médicos, quien atendería de forma directa a los siniestrados y enfermos laborales.  En 1951 es inaugurado el sanatorio ubicado en las esquinas de la calle Julio Herrera y Obes y calle Mercedes. El proyecto de dicho sanatorio estuvo a cargo del arquitecto Beltrán Arbeleche.
En 2018, fue construido e inaugurado un nuevo hospital sobre la Avenida José Pedro Varela. El nuevo sanatorio cuenta con un área de 12000 m²,  e incluye un área de hospedaje para pacientes del interior y patios internos destinados a rehabilitación. Su nueva ubicación consolida la conformación de un polo sanitario y hospitalario, integrado por el Hospital Policial y el Instituto de Ortopedia y Traumatología.
Para la construcción del mismo se realizó un llamado internacional, del cual resultaron ganadores los arquitectos: Fabio Ayerra, Marcos Castaings, Javier Lanza y Diego Pérez.